# Казуо Озаки
Казуо Озаки (јап. 尾崎 加寿夫; Токио, 7. март 1960) бивши је јапански фудбалер.

## Каријера
Током каријере је играо за Урава Ред Дајмондс, Арминија Билефелд и Верди Кавасаки.

## Репрезентација
За репрезентацију Јапана дебитовао је 1981. године. За тај тим је одиграо 17 утакмица и постигао 3 гола.

## Статистика
| Јапан  | Јапан   | Јапан  |
| Година | Наступи | Голови |
| ------ | ------- | ------ |
| 1981.  | 9       | 2      |
| 1982.  | 7       | 1      |
| 1983.  | 1       | 0      |
| Укупно | 17      | 3      |